# Antônio Rinaldo Gonçalves
Antônio Rinaldo Gonçalves (nacido el 31 de octubre de 1966) es un exfutbolista brasileño que se desempeñaba como centrocampista.
Jugó para clubes como el Treze, Santa Cruz, Fluminense, São Paulo, Sport Recife, Gamba Osaka, Marítimo y FC Kärnten.

## Trayectoria

### Clubes
| Club         | País     | Año         |
| ------------ | -------- | ----------- |
| Treze        | Brasil   | ???? - 1986 |
| Santa Cruz   | Brasil   | 1987 - 1988 |
| Fluminense   | Brasil   | 1989 - 1990 |
| São Paulo    | Brasil   | 1991 - 1992 |
| Sport Recife | Brasil   | 1992        |
| Gamba Osaka  | Japón    | 1993        |
| Marítimo     | Portugal | 1997 - 1998 |
| FC Kärnten   | Austria  | 2004        |